# Samoëns
Samoëns, segundo a ortografia francesa, é uma comuna francesa na região administrativa de Auvérnia-Ródano-Alpes, no departamento de Alta Saboia. Estende-se por uma área de 97,29 km². Em 2010 a comuna tinha 2 531 habitantes (densidade: 26 hab./km²).

## Desporto
Samoëns é uma das estações que fazem parte do domínio de esqui do Grand Massif composto pelas estâncias de Flaine, Les Carroz d'Arâches, Morillon, Samoëns e Sixt-Fer-à-Cheval.